# Milkyway@home

Milkyway@home(밀키웨이 앳 홈)은 BOINC 분산 플랫폼을 이용한 인터넷 기반의 분산 컴퓨팅 프로젝트의 하나이다. 이 프로젝트의 주 목적은 우리 은하계 주변의 별들의 흐름에 대한 정확한 3차원 동적모델을 생성하는 것이다. 이는 SETI@home과 Einstein@Home에 이어 세 번째의 성간우주에 대해 연구하는 세 번째의 분산 컴퓨팅 프로젝트이다. 그리고 부수적인 목표로서는 분산컴퓨팅에 최적화된 알고리즘을 개발하는 것이 있다.

## 목적 및 디자인
Milkyway@home은 렌셀러 폴리테크닉 대학교(Rensselaer Polytechnic Institute)에 의해 시작되었고 미국 국가과학재단(National Science Foundation, NSF)의 지원을 받는다.

## 프로젝트 상세정보 및 현황
Milkyway@home은 2007년부터 시작되었으며 32비트 및 64비트 운영체제용 최적화된 클라이언트 프로그램은 2008년에 제작되었다. 여기에는 화면보호기용 프로그램은 지원하지 않는다.
슬론 디지털 전천탐사의 데이터를 사용한다. 작업단위는 최근의 CPU로 약 2~4시간정도 걸리는 크기이나 비교적 마감기간이 짧은 편이다(대개 3일 정도임). 2010년 초까지는 BOINC 프로젝트를 백그라운드로 구동하지 않거나 며칠씩 계속하여 구동하는 사람들을 위한 15~20시간정도 걸리는 작업단위를 배포하였다.
이 프로젝트의 최근 데이터 처리량은 급증하고 있다. 2009년 6월 중순까지는 149개국의 약 1,100여팀, 약 24,000여명의 등록된 유저들이 31.7 테라플롭스의 데이터 처리를 수행하였으나 2010년 1월 12일에는 170개국 1,590개 팀의 44,900의 사용자들이 1,382 테라플롭스의 처리를 수행하여 Top500 슈퍼컴퓨터의 목록 중 두 번째에 해당하는 처리량을 보이기도 하였다. 현재 Milky@home은 Folding@home 다음가는 두 번째로 큰 분산컴퓨팅 프로젝트이다.
사용자 수에 비해 엄청나게 급증한 처리량에는 최근들어 많이 사용되고 있는 GPU를 이용한 컴퓨팅 처리가 큰 영향을 미쳤다. Nvidia의 그래픽 처리를 위한 플랫폼인 CUDA를 이용한 프로그램은 2009년 6월 11일 처음 배포되었고 ATI의 GPU를 이용하는 프로그램 또한 사용되고 있다. 이러한 GPU들은 기존의 CPU들에 비해 크게 향상된 속도를 보여준다. 예를 들어 ATI의 HD3850 GPU에서 10분가량 혹은 ATI의 HD4850 GPU에서 약 5분 가량에 처리 가능한 작업이 AMD의 Phenom II 2.8GHz 프로세서 1개 코어로는 약 6시간이나 소요된다.

## 같이 보기
- BOINC
- SETI@home
- Einstein@Home
- 중력파